# 차시우
차시우(광둥어: chāsīu), 차슈(일본어: チャーシュー, 또는 차소, 차사오(중국어 정체자: 叉燒, 간체자: 叉烧, 월병: caa1 siu1, 한어 병음: chāshāo)는 광둥 요리 중 하나로, 돼지고기 덩어리에 양념을 하여 바비큐 형식으로 구운 요리이다. 재료로는 주로 등심이나 엉덩이살이 사용된다. 광둥 요리인 시우메이의 하나이다.
동아시아권에 퍼져 다양한 조리법이 개발되었으며, 일본에서는 라멘에 넣기도 한다.

## 같이 보기
- 아사도
- 바비큐
- 차사오바오
- 차사오판